# Голенины-Ростовские
Голенины-Ростовские — угасший русский княжеский род, Рюриковичи, одна из ветвей владетельных князей Ростовских.
Родоначальник Фёдор Иванович по прозванию Голеня  (XVIII колено), известный только по родословным, сын ростовского князя Ивана Андреевича. По его прозвищу потомки получили фамилию Голенины.
Однородцами князей Голенины-Ростовские являются княжеские и дворянские рода: Щепины, Приимковы, Баташевы, Бахтеяровы, Гвоздевы, Хохолкова, Володимеровичи, Яновы, Пужбальские, Бритые, Ласкины, Косаткины, Голубые, Тёмкины, Катыревы, Буйносовы, Белоголовы, Лобановы, а также князья Белозёрские и происходящие от них рода.

## Известные представители
| №                                               | Имя, Отчество                                   | № отца                                          | Примечания |
| Поколенная роспись по А.Б. Лобанову-Ростовскому | Поколенная роспись по А.Б. Лобанову-Ростовскому | Поколенная роспись по А.Б. Лобанову-Ростовскому | Поколенная роспись по А.Б. Лобанову-Ростовскому |
| ----------------------------------------------- | ----------------------------------------------- | ----------------------------------------------- | --- |
| 1                                               | Фёдор Иванович Голеня                           |                                                 | Родоначальник |
| 2                                               | Иван Фёдорович                                  | 1                                               | В 1627 году состоялось местническое дело, где упоминалась легенда о происхождении рода Колтовские, по данной легенде род "уличался" в незаконном происхождении от внебрачной связи князя Д.Ю. Шемяки и княжны Феодоры, дочери князя Ивана Фёдоровича Голенина-Ростовского и жены князя С.Ю. Вороны-Ростовского, от которых якобы произошёл боярин А.И. Колтовский, отец одной из жён Ивана Грозного — Анны Алексеевны Колтовской (жена в 1572).                                                                            |
| 3                                               | Андрей Фёдорович                                | 1                                               | Воевода. |
| 4                                               | Василий Иванович                                | 2                                               | Воевода, дворецкий и окольничий. |
| 5                                               | Иван Андреевич                                  | 3                                               | Служили князю Фёдору Борисовичу Верейскому, бездетные. |
| 6                                               | Семён Андреевич                                 | 3                                               | Служили князю Фёдору Борисовичу Верейскому, бездетные. |
| 7                                               | Андрей Андреевич                                | 3                                               | Воевода, инок Арсений в Иосифо-Волокаламском монастыре, бездетный |
| 8                                               | Пётр Васильевич                                 | 4                                               | В Русской родословной книге А.Б. Лобанова-Ростовского у отца, князя Василия Ивановича, показано 4 сына, данное отражено и в Истории родов русского дворянства П.Н. Петрова. В родословной книге М.Г. Спиридова у отца показано три сына, отсутствует князь Пётр Васильевич, старшим показан князь Фёдор Васильевич, что подтверждается поколенной росписью родословной книги из собрания М.А. Оболенского поданной в 1682 году в Палату родословных дел, а князь с именем Пётр вообще отсутствует в княжеской родословной. |
| 9                                               | Фёдор Васильевич                                | 4                                               | Воевода |
| 10                                              | Иван Васильевич Ушатый                          | 4                                               | По прозванию Ушатый, первый воевода войск правой руки в Казанском походе по Волге (1544). |
| 11                                              | Иван Васильевич Меньшик                         | 4                                               | Воевода |
| Княжеский род Голениных-Ростовских угас         |                                                 |                                                 | |
|                                                 | Василий Васильевич                              |                                                 | В поколенной росписи не указан, о нём говорится в "Истории государства Российского" Н.М. Карамзина, как о вестнике первой неудачной битве князя Дмитрия Ивановича Жилки с казанцами (1506) и как о воеводе великого князя Василия III в войне с ВКЛ. |